# Dům Donátů z Velké Polomi
Dům Donátů z Velké Polomi je renesanční městský dům, jehož dějiny sahají do 15. století. Stojí na Dolním náměstí čp. 5 v centru Opavy při vyústění do Solné ulice. Od 5. května 1958 je objekt památkově chráněn.

## Historie a popis
První zmínka o domu pochází již z doby před rokum 1485, kdy majiteli byl slezský šlechtický rod Donátů z Velké Polomi, konkrétně Jindřich Donát. Středověké zdivo je zachováno ve hmotě suterénu a přízemí. Renesanční jádro domu pochází ze 2. poloviny 16. století; vznikla atypická dispozice asymetrického hloubkového dvoutraktu s nárožním půlválcovým mělkým arkýřem na severovýchodním rohu. 30. ledna 1576 byl donátovský dům prodán Albrechtem Donátem Janu Stošesu z Kounic za 2200 florinů. Již předtím byl dům pronajímán (např. Jindřichovi z Drahotuš).
V 17. století bylo domovní průčelí rozděleno do tří okenních os a přibylo atikové patro se slepými okny. 
Na počátku 20. století bylo průčelí doplněno o lisenové rámce, které při rekonstrukci v roce 1993, vedené Leopoldem Plavcem, nahradily novotvary. Ve 2. polovině 20. století byl dům užíván Bytovým podnikem Opava.